# Thijs
Thijs (eine selbständige Kurzform von Mathijs) ist als eine niederländische Ableitung von Matthias ein niederländischer männlicher Vor- und Familienname.

## Namensträger

### Vorname
- Thijs Al (* 1980), niederländischer Radrennfahrer
- Thijs van Amerongen (* 1986), niederländischer Radrennfahrer
- Thijs J. G. Ettema (* 1977), niederländischer evolutionärer Mikrobiologe an der Universität Wageningen
- Thijs ter Horst (* 1991), niederländischer Volleyballspieler
- Thijs de Klijn (* 1990), niederländischer Jazzmusiker (Gitarre, Komposition)
- Thijs van Leer (* 1948), niederländischer Musiker und Sänger
- Thijs Libregts (* 1941), niederländischer Fußballspieler und -trainer
- Thijs Nijhuis (* 1992), dänischer Leichtathlet niederländischer Herkunft  (Langstrecken- und Crossläufe)
- Thijs Roks (1930–2007). niederländischer Radrennfahrer
- Thijs Wöltgens (1943–2008), niederländischer Politiker
- Thijs Zonneveld (* 1980), niederländischer Sportjournalist und ehemaliger Radrennfahrer

### Familienname
- August Thijs (1895–1959), belgischer Ringer
- Bernd Thijs (* 1978), belgischer Fußballspieler
- Erika Thijs (1960–2011), belgische Politikerin
- Erwin Thijs (* 1970), belgischer Radrennfahrer
- Karel Thijs (1918–1990), belgischer Radrennfahrer
- Pommelien Thijs (* 2001), belgische Schauspielerin und Popsängerin